# CUS Cagliari
Il CUS Cagliari è la società polisportiva dell'Università degli Studi di Cagliari, facente parte del Centro Universitario Sportivo Italiano.

## Storia
L'11 giugno 1947 un gruppo di studenti universitari, presso la sede della L.A.U.C. (Libera Associazione Universitari Cagliaritani) in via Università 56 nel quartiere di Castello, si riunì per fondare il Centro Universitario Sportivo cittadino. Il primo presidente, eletto per alzata di mano, fu Pietro Scardigli, studente in ingegneria, mentre si ignora chi fossero gli altri dirigenti ma sicuramente faceva parte del primo direttivo Vittorio Figari. Lo scopo di tale fondazione era la partecipazione ai primi Campionati Nazionali Universitari del dopoguerra che si sarebbero svolti lo stesso anno a Bologna, ai quali parteciparono poi 8 atleti.
Il 1949 vide il passaggio delle consegne tra il presidente Pietro Scardigli, ingegnere cestista, e il fratello Mario, chimico schermidore. Nel 1951 venne eletto presidente Andrea Arrica, futuro presidente dell'U.S. Cagliari, la squadra di calcio cittadina vincitrice della Serie A 1969-1970, che rimase in carica per sei anni fino al 1957. Seguì la presidenza di Giuseppe Zucca, medico, rimasto in carica sino al 1968, anno in cui passò il testimone a Pino de Fanti, ingegnere. Nel 1970 l'avvento di Adriano Rossi che rimase in carico sino al 2015, anno in cui venne eletto Stefano Arrica. Si arriva quindi all'elezione di Marco Meloni nel 2016.
La sede rimase sino agli anni cinquanta quella della L.A.U.C., poi fu trasferita prima in via Corte d'Appello, sempre in Castello, e successivamente in via Dante a Villanova, prima di approdare al complesso di Sa Duchessa a Is Mirrionis, sede attuale, costruito negli anni 1980.

## Sezioni

### Atletica leggera
La sezione di atletica leggera del CUS Cagliari nacque nel 1965, il primo dirigente della sezione fu Giuseppe Zucca. Ha conseguito titoli italiani, maglie azzurre, una presenza ai giochi olimpici, e 14 anni consecutivi nelle finali nazionali della serie "A Oro" dei campionati italiani di società di atletica leggera con la squadra femminile. Attualmente il settore conta circa 150 tesserati.

### Canoa/kayak
L'attività agonistica del CUS Cagliari all'interno della Federazione Italiana Canoa Kayak nasce nel 1978 presso la sede di Sa Illetta che si affaccia sullo stagno di Cagliari, come disciplina dedicata alle gare di velocità e fondo di canoa/kayak. Fin dall'anno di fondazione gli equipaggi conquistano la leadership isolana e dalla prima metà degli anni ottanta si piazzano tra le prime società a livello nazionale. In quegli anni la sede risiedeva presso il bacino de Sa Scafa, il gruppo degli atleti cresce, soprattutto del settore giovanile, e a metà degli anni novanta si ottengono le prime medaglie a livello nazionale compreso il titolo nel K1 da parte di Giammarco Piga che valse la convocazione nella squadra nazionale.
Dopo vent'anni di declino e conseguente sparizione del settore all'interno della polisportiva, dagli anni 2010 ritorna a disputare gare agonistiche, includendo però anche il settore turistico amatoriale ed il surf ski.

### Pallacanestro
Nel 1958 ci fu l'affiliazione alla Federazione Italiana Pallacanestro, ma solo nel 1969 nacque la sezione pallacanestro dedicata al settore femminile.
Negli anni settanta la squadra collezionò diverse stagioni nella massima serie, forte di un "indotto cestistico" cittadino di alto livello (in quegli anni in Serie A maschile militava l'Olimpia Cagliari), con un settimo posto come miglior risultato, poi nei decenni successivi avvenne il declino.
Solo negli anni 2010 ci fu una ripresa: nel 2010-11 vinse il Girone Nord della Serie A2 conquistando il ritorno in Serie A dopo 34 anni.

### Pallavolo
Dall'estate 2017 la polisportiva ha aperto la sua sezione della pallavolo, inglobando la Sandalyon Quartu, squadra di Quartu Sant'Elena che la stagione precedente conquistò la vittoria nel campionato regionale di Serie C. Il nuovo sodalizio ha consentito così di non disperdere il titolo sportivo di una squadra della città, già privata da qualche anno di una formazione nelle serie nazionali dopo la sparizione del Cagliari Volley. La squadra, al suo primo campionato nazionale di Serie B, ha ottenuto la salvezza. Nella stagione 2022-2023 ottiene la promozione in Serie A3.

### Scherma
Nella stagione 1963-1964 la scherma entrò a far parte del sodalizio universitario su impulso di Francesco Pala. La sala scherma venne ricavata nei locali della Chiesa sconsacrata di via Corte D'Appello nel quartiere di Castello dove si trovava la segreteria della società.
Il CUS Cagliari è stata per diversi anni tra le prime dieci società in Italia conquistando diversi titoli tricolore tutti nella spada con Beppe Murru, Campione Nazionale Allievi nel 1973, Carlo Songini, Campione Nazionale Terza categoria nel 1976, Campione Nazionale Giovani nel 1977 e Campione Universitario nel 1978 e Piero Falqui Campione Nazionale 4ª categoria nel 1977 e nel 1981.
Nel 1976 Pala lasciò il CUS: dapprima la dirigenza fu affidata a Dott.Falqui padre dello spadista Piero per poi lasciare il passo prima a Raffaele Zicca e poi ad Alberto Macis che per più di 20 anni ha guidato la sezione scherma.
Finito il ciclo di via Corte D'Appello, dopo un anno di transizione ai Salesiani di via Sant'Ignazio da Laconi, la sala scherma è stata trasferita nel 1989 nei moderni impianti di Sa Duchessa.
A partire da metà anni novanta Raffaele Zicca ha lavorato fianco a fianco Mario Mundula crescendo una nuova generazione di atleti che ha calcato le pedane del CUS per oltre un decennio.
Dalla stagione 2011-2012 la sezione scherma è guidata da Francesco De Simone, seconda categoria di spada a fine anni novanta.

## Impianti
Il Centro Universitario Sportivo cagliaritano è diviso in tre impianti: uno sito nella zona di Sa Duchessa (nei pressi delle facoltà di lettere e filosofia, in via Is Mirrionis) e una sede nautica sita in via dei Calafati (nei pressi della capitaneria di Porto).

### Impianti “Sa Duchessa”
Il centro polivalente è dotato di:
- 1 pista di atletica leggera

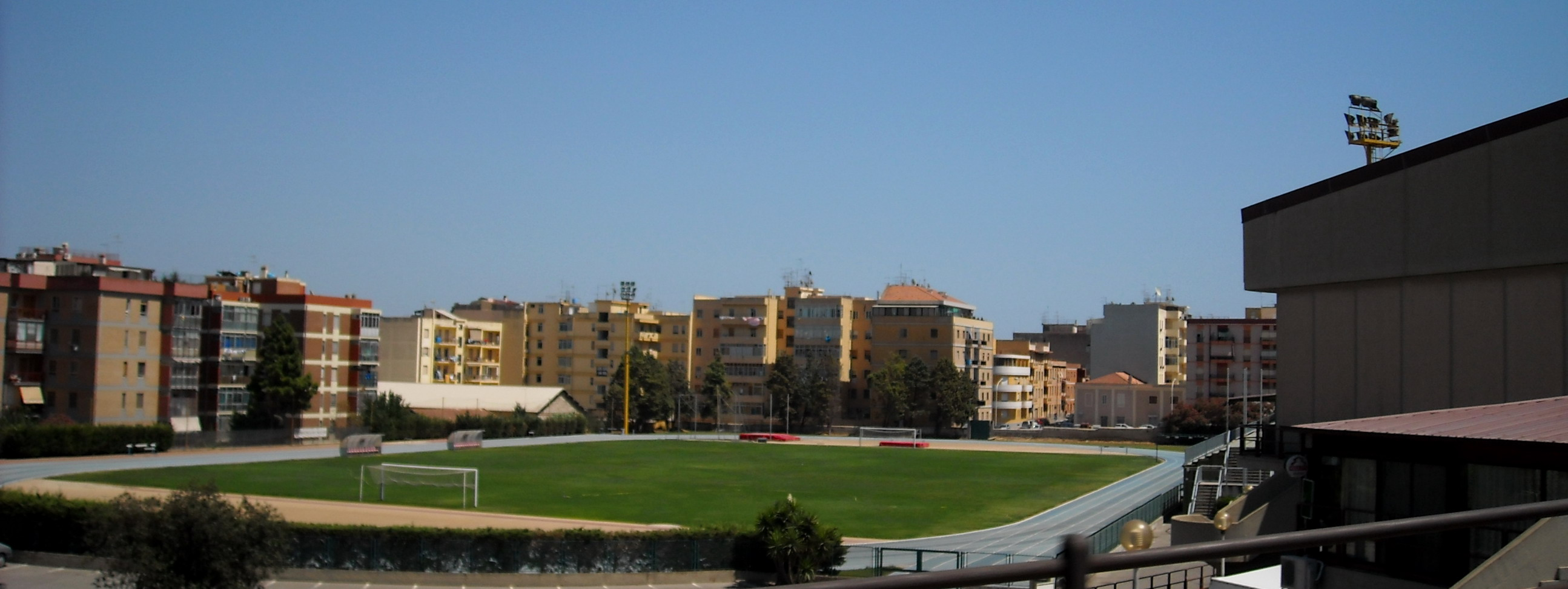
Il complesso sportivo Sa Duchessa

- 1 campo da calcio in erba naturale
- 4 campi da tennis, 3 in erba sintetica e 1 in cemento
- 2 campi da calcio a 5 in erba sintetica
- 1 campo da hockey su prato in erba sintetica
- 1 struttura geodetica polivalente
- 3 campi da basket e pallavolo
- 1 sala di scherma
- 1 sala di bodybuilding
- 1 sala di muscolazione
- 1 vasca voga
- 1 muro da squash

Possono accedervi gli atleti affiliati alla polisportiva e gli studenti universitari in regola con le tasse universitarie.

### Impianto di Monserrato
Sono situati presso la Cittadella universitaria di Monserrato. Gli impianti vengono aperti sia in occasione di attività organizzate dal CUS o dall'Università degli Studi di Cagliari oppure ogniqualvolta gli studenti facciano richiesta per svolgere sia attività individuale che a squadre.
Nell'impianto è presente:
- 1 struttura geodetica polivalente
- spogliatoi

### Sede nautica
L'Università degli Studi di Cagliari è proprietaria anche di una sede nautica situata in via dei Calafati, vicino al rione di Giorgino. È presente per la pratica della canoa:
- Ormeggio barche
- Palestra per gli atleti